# Planaeschna taiwana
Planaeschna taiwana är en trollsländeart som beskrevs av Syoziro Asahina 1951. Planaeschna taiwana ingår i släktet Planaeschna och familjen mosaiktrollsländor. IUCN kategoriserar arten globalt som livskraftig. Inga underarter finns listade i Catalogue of Life.